# Stadion im. Kleantisa Wikielidisa
Stadion im. Kleantisa Wikielidisa (gr. Γήπεδο Κλεάνθης Βικελίδης) – grecki stadion piłkarski położony w Salonikach. Stadion został zbudowany 1951 roku, a na co dzień grają na nim piłkarze Arisu Saloniki jednego z najbardziej popularnych klubów piłkarskich w Grecji. Przez większy okres historii stadion nazywał się Stadion Arisu. Niedawno jego nazwę zmieniono na cześć piłkarza Arisu grającego w latach 40 Kleantisa Wikielidisa. Pojemność stadionu wynosi 23 303 miejsca. Stadion został poddany renowacji w 2004 roku na Igrzyska Olimpijskie, gdzie swoje mecze treningowe odbywały piłkarskie drużyny olimpijskie. Na terenie stadionu znajdują się m.in. siłownia, basen, loża VIP, restauracja z widokiem na boisko oraz miejsca dla prasy.